# Кассивелаун
Кассивела́ун, или Кассивела́вн (лат. Cassivelaunus), — бриттский вождь, сражавшийся против Юлия Цезаря во время его второго похода на Британию в 54 до н. э. Также в различных источниках упоминается под именами Кассибелаун и Кассиваллан.
Он владел страной к северу от Темзы и постоянно вёл войны с соседними народами, но во время нашествия римлян был выбран общим военачальником. Побеждённый Цезарем, Кассивелаун предоставил заложников и обязался платить дань.

## Упоминание в записках Юлия Цезаря
Кассивелаун — первый бритт, чьё имя встречается в истории. Впервые упомянут Цезарем в «Записках о Галльской войне». Цезарь пишет о нём, как о командующем объединёнными силами бриттов во время второго вторжения в Британию. Цезарь не упоминает о собственном племени Кассивелауна, но территорию, ему подконтрольную, занимало племя катувеллауны.
Цезарь пишет, что до его вторжения Кассивелаун постоянно воевал с другими британскими племенами, и даже победил вождя племени триновантов, наиболее могущественного в Британии в то время. Сын этого вождя, Мандубракий, бежал к Цезарю в Галлию.
Тактикой Кассивелауна было «напасть и бежать», доставляя неприятности и нанося потери римским войскам, оставляя их без продовольствия. Однако, несмотря на такие действия, Цезарю удалось выйти к Темзе. Единственное пригодное для форсирования реки место было хорошо укреплено, но римским войскам удалось преодолеть брод. Бритты были разбиты. Кассивелаун распустил большую часть своего войска, а с оставшимся вернулся к партизанской тактике ведения войны, надеясь на знание территории, мощь и скорость своих боевых колесниц.
Вожди пяти британских племен — кеномагнов, сегонтиаков, анкалитов, биброков и кассов — сдались на милость римлян и показали Цезарю местонахождение укреплённого поселения Кассивелауна, которое Цезарь осадил. Кассивелауну удалось передать воззвание к вождям четырёх кентских племён — Сингеториксу, Карвилию, Таксимагулу и Сеговаксу — с призывом атаковать лагерь Цезаря на побережье. Римляне смогли отбить атаку и захватили в плен одного из военачальников, Луготорикса.
Узнав о поражении союзников и разорении земель, Кассивелаун сдался. Ему пришлось предоставить римлянам заложников и обязательство платить дань. Также Кассивелаун поклялся не воевать против Мандубракия, которому была возвращена власть над триновантами. Заключив мир, Цезарь вернулся в Галлию.

## Упоминание в работе Гальфрида Монмутского
Второй раз упоминается (под именем Кассибелаун) в работе «История королей Британии», написанной Гальфридом Монмутским в XII веке. Гальфрид пишет, что Кассивелаун был младшим сыном короля Хели, и стал королём бриттов после смерти своего старшего брата, Люда, чьи сыновья, Андрогей и Тенвантий, были слишком малы. Взамен Андрогей получил княжество Кент и Триновантум, а Тенвантий — Корнуолл. После смерти Кассивелауна Тенвантий наследовал ему.